# Ryu Ui-hyun
Dans ce nom coréen, le nom de famille, Ryu, précède le nom personnel.
Ryu Ui-hyun, né le 15 avril 1999 à Séoul, est un acteur sud-coréen. Il est notamment connu grâce à ses rôles dans les séries A-Teen (2018), A-Teen 2 (2019) et Adult Trainee (2021).

## Filmographie

### Cinéma
- 2009 : Where is Ronny... : Chul-soo
- 2009 : The Righteous Thief : Hong Moo-hyuk jeune
- 2010 : The Recipe : Park-min jeune
- 2010 : A Better Tomorrow : Kim Hyuk jeune
- 2010 : The Man from Nowhere : le livreur
- 2012 : Pacemaker : Joo Man-ho jeune
- 2012 : Romance Joe : un garçon
- 2014 : For the Emperor : Lee Hwan jeune
- 2018 : Last Child : Oh Jung-seok

### Séries télévisées
- 2007 : New Heart
- 2008 : Bitter Sweet Life
- 2008 : You Stole My Heart
- 2008 : Spotlight
- 2008 : The Great King, Sejong
- 2008 : Beethoven Virus
- 2009 : High Kick Through the Roof
- 2009 : Can Anyone Love
- 2010 : Pink Lipstick : Park Jung-woo jeune
- 2013 : The Queen's Classroom : Jo Yeon-hoo
- 2016 : Shopping King Louie : Ko Bok-nam
- 2017 : Naked Fireman : Oh Sung-jin jeune
- 2018 : A-Teen : Cha Gi-hyun
- 2019 : Can Love Be Refunded : Shrek
- 2019 : A-Teen 2 : Cha Gi-hyun
- 2019 : Beautiful Love, Wonderful Life : Moon Pa-rang
- 2020 : Twenty Twenty : Cha Gi-hyun
- 2020 : Strange School Tales : Kang Dong-hee[2]
- 2021 : River Where The Moon Rises : Tarasan[3]
- 2021 : Adult Trainee : Jaemin[4]